# Спазер
Спазер (от англ. Surface Plasmon Amplification by Stimulated Emission of Radiation - «Усиление поверхностных плазмонов посредством вынужденного излучения») — плазмонный наноисточник оптического излучения, аналогичный лазеру.
Механизм генерации света при помощи плазмонов был описан Бергманом и Штокманом в 2003 году. Первый действующий спазер создан в 2009 году группой физиков из Пердью, Норфолкского и Корнеллского университетов. Он представлял собой 44-нанометровую сферу с золотой наночастицей в сферической оболочке из оксида кремния, которая содержит органический краситель Oregon Green 488.